# Wolff-Ehrenreich von Arnswaldt
Wolff-Ehrenreich Hermann Ernst Werner von Arnswaldt (* 23. März 1898 in Radelübbe; † 1972) war ein deutscher Seeoffizier, zuletzt Konteradmiral der Kriegsmarine.

## Leben
Wolff-Ehrenreich (XII.) von Arnswaldt war ein Sohn des Försters Georg von Arnswaldt. Sein älterer Bruder, Hans-Jürgen, wurde später wie sein Vater auch Förster.
Arnswaldt trat Anfang Juli 1915 (Crew VII/1915) in die Kaiserliche Marine ein. Er besuchte die Marineschule Mürwik und erhielt u. a. seine Bordausbildung auf dem Schweren Kreuzer Freya. Im Oktober 1915 wurde er auf dem Linienschiff Lothringen Seekadett. Im März 1916 folgte sein Einsatz als Bootsmatrose auf dem Linienschiff Hannover. Bereits im April des gleichen Jahres wurde er auf dem Kleinen Kreuzer Rostock zum Fähnrich befördert. Mitte 1916 wechselte er auf den Kleinen Kreuzer Danzig. Nachdem er von März 1917 bis Mai 1917 einen Lehrgang für Torpedooffiziere besucht hatte, wurde er im Juni 1917 Leutnant zur See. Ab November 1917 war er Wachoffizier bei der 17. Torpedoboot-Halbflottille. Ende 1918 folgte kurzzeitig seine erneute Kommandierung an die Marineschule Mürwik.
Nach dem Krieg wurde Arnswaldt in die Reichsmarine übernommen und hier Anfang 1921 zum Oberleutnant zur See befördert. 1922 war er in der 2. Abteilung der Schiffsstammdivision Nordsee, 1926 Führer der 1. Artillerie-Kompanie bei der VI. Marine-Artillerie-Abteilung. Am 1. April 1928 folgte hier seine Beförderung zum Kapitänleutnant. 1931 war er zur Verfügung der Marinestation der Nordsee (Wilhelmshaven). Am 1. März 1935 wurde er zum Korvettenkapitän befördert.
Arnswaldt wurde in die Kriegsmarine übernommen. 1936 war er als Artillerie-Offizier auf dem Panzerschiff Deutschland. Zur Verfügung des Kommandierenden Admirals der Marinestation der Ostsee war Arnswaldt 1937. Von März 1938 bis Oktober 1939 war er 2. Admiralstabsoffizier bei der Marinestation der Ostsee. Anschließend wurde er als Nachfolger von Kapitän zur See Leo Kreisch hier 1. Admiralstabsoffizier. Anfang 1940 folgte in dieser Position seine Beförderung zum Kapitän zur See. Im Juni 1940 gab er die Position ab und war von der Aufstellung Ende Juli 1940 bis zur Umorganisation Mitte Februar 1941 Seekommandant Flandern. Später wurde er Chef des Stabes beim Kommandierenden Admiral Schwarzes Meer.
Ab Ende Juli 1944 war er bis Kriegsende Seekommandant Lettland und wurde in dieser Position zum Konteradmiral befördert.
Arnswaldt war ab 15. Mai 1926 mit Elisabeth Möller (* 1899) verheiratet.